# Verdrag van Stockholm inzake persistente organische verontreinigende stoffen

Landen die het Verdrag van Stockholm hebben goedgekeurd

Logo

Het Verdrag van Stockholm inzake persistente organische verontreinigende stoffen is een internationaal milieuverdrag, aangenomen tijdens de conferentie van de Verenigde Naties over persistente organische verontreinigende stoffen in Stockholm, op 22 mei 2001.
Het is een wettelijk bindend instrument met als doel de gezondheid van de mens en het milieu beschermen tegen persistente organische verontreinigende stoffen; deze stoffen zijn persistent in het milieu, verspreiden zich over grote delen van het aardoppervlak, stapelen zich op in de voedselketen, en vormen een risico voor de gezondheid van de mens en voor het milieu. Die persistente organische verontreinigende stoffen worden doorgaans POPs genoemd naar de Engelse benaming Persistent Organic Pollutants.

## Status
Het verdrag is in werking getreden op 17 mei 2004.
In mei 2009 hadden 152 staten het verdrag ondertekend, en waren er 163 partijen bij het verdrag (162 staten plus de Europese Unie). De meest recente toetreding was die van Malawi (27 februari 2009). Onder de landen die het verdrag hebben ondertekend maar nog niet goedgekeurd zijn de Verenigde Staten en de Russische Federatie. België heeft het verdrag goedgekeurd op 25 mei 2006; Nederland heeft het verdrag aanvaard op 28 januari 2002. 

### Europese POP-verordening
Het verdrag is in het Europese Recht geïmplementeerd in de POP-verordening (EG 850/2004, later meermaals gewijzigd).).

## Verontreinigende stoffen die onder het verdrag vallen
Het verdrag zoals het aanvankelijk aangenomen werd, benoemde twaalf stoffen of groepen van stoffen waartegen maatregelen nodig waren; dit zijn de zogenaamde "dirty dozen". Op de vierde Conference of the Parties (COP 4), van 4 tot 8 mei 2009 in Genève, werden daar negen stoffen aan toegevoegd. De stoffen zijn in drie groepen onderverdeeld:
A: Stoffen waarvan de productie en het gebruik moeten stopgezet worden, tenzij voor specifieke uitzonderingen (stoffen uit bijlage A): dit zijn:
- aldrin;
- chlordaan;
- dieldrin;
- endrin;
- heptachloor;
- hexachloorbenzeen;
- mirex;
- toxafeen;
- polychloorbifenylen (pcb's);
- lindaan[3];
- alfa- en beta-hexachloorcyclohexaan[3] (dit zijn bijproducten van de productie van lindaan);
- pentabroomdifenylether, inclusief tetra- en pentabroomdifenylethers aanwezig in commercieel pentabroomdifenylether[3];
- octabroomdifenylether, inclusief hexa- en heptabroomdifenylethers aanwezig in commercieel octabroomdifenylether[3];
- chloordecon[3];
- hexabroombifenyl[3];

- pentachloorbenzeen[3].

B: Stoffen waarvan productie en gebruik beperkt moeten worden tot specifieke aanvaardbare toepassingen (stoffen uit bijlage B):
- DDT, dat nog mag gebruikt worden bij de bestrijding van ziektedragers (malaria);
- PFOS (perfluoroctaansulfonzuur) en zouten ervan, en PFOS-fluoride, mag nog gebruikt worden in o.a. blusschuim[3].

C: Stoffen die onopzettelijk vrijkomen bij bepaalde processen zoals afvalverbranding (stoffen uit bijlage C): dit zijn:
- polychloordibenzo-p-dioxinen en polychloordibenzofuranen (PCDD's en PCDF's);
- hexachloorbenzeen
- polychloorbifenylen (pcb's).

Hiervoor moeten actieplannen opgesteld worden om de vrijzetting te verminderen of te beëindigen, door het toepassing van alternatieve technieken of materialen, en de best beschikbare technologieën en beste milieupraktijken.

## Kandidaatstoffen
Elke partij bij het verdrag kan voorstellen om andere stoffen op te nemen in bijlage A, B of C. Dit is meest recentelijk gebeurd in het geval van hexabroomcyclododecaan en endosulfan. De voorstellen worden beoordeeld door een speciale beoordelingscommissie. Als die vindt dat ze voldoen aan de criteria uit het verdrag, zal de beoordelingscommissie een voorstel doen aan de Conferentie van de Partijen om de stoffen op te nemen in bijlage A, B of C. Dit is voor het eerst gebeurd op de vierde Conferentie van de Partijen in 2009 (zie hierboven).